# Onagrodes recuva
Onagrodes recuva är en fjärilsart som beskrevs av W. Warren 1907. Onagrodes recuva ingår i släktet Onagrodes och familjen mätare. Inga underarter finns listade i Catalogue of Life.